# Andreína Tarazón
Andreína Tarazón Bolívar (8 tháng 2 năm 1988) là một chính trị gia người Venezuela, từng giữ chức phó chủ tịch Quốc hội và bộ trưởng phụ nữ và bình đẳng giới.

## Sự nghiệp
Cô từng tốt nghiệp luật sư tại Đại học Trung tâm Venezuela, và bắt đầu sự nghiệp chính trị của mình khi tham gia nhóm hỗ trợ của Misión Robinson ở Aragua năm 2003 và tại colectivo Pueblo Soberano de la Placera từ năm 2002 đến năm 2003. Khi còn là sinh viên luật, cô là một thành viên của Phong trào Chuyển đổi Đại học và tham gia vào ủy ban sinh viên hỗ trợ chính phủ trong Quốc hội năm 2007, đồng thời là đại biểu vị thành niên trong đại hội thành lập của Thanh niên Đảng Xã hội Thống nhất Venezuela (PSUV). Cô được bầu làm ứng cử viên của PSUV trong cuộc bầu cử quốc hội năm 2010, được bổ nhiệm làm Thứ trưởng Thanh niên và vào ngày 21 tháng 4 năm 2013 cô được bầu làm Bộ trưởng Phụ nữ và Bình đẳng giới cho chính phủ của Nicolás Maduro. Kể từ ngày 27 tháng 1 năm 2014, cô là Giám đốc Quốc gia về Bảo vệ các Quyền Kinh tế Xã hội.